# Hausschwein
Das Hausschwein (wissenschaftlich Sus scrofa domesticus) ist die domestizierte (in menschliche Haltung genommene) Form des Wildschweins und bildet mit ihm eine einzige Art. Es gehört damit zur Familie der Echten Schweine aus der Ordnung der Paarhufer. In einigen Teilen der Welt gibt es freilebende Schweinepopulationen, die aus verwilderten Hausschweinen hervorgingen. Schweine sind Allesfresser; sie fressen sowohl tierische als auch pflanzliche Nahrung.
Das Hausschwein ist eines der am frühesten domestizierten Haustiere in der menschlichen Zivilisationsgeschichte und wird seit vermutlich 9000 Jahren zur Fleischerzeugung gehalten. In Europa und Ostasien ist Schweinefleisch die am häufigsten gegessene Fleischsorte. Die Domestizierung erfolgte in unterschiedlichen Weltregionen unabhängig voneinander.

## Benennung
Schwein als deutscher Name des Borstenviehs stammt von mittelhochdeutsch swîn und bezeichnete ursprünglich nur Jungtiere (Ferkel bzw. Frischlinge). Das weibliche Schwein heißt Sau (Plural in Allgemeinsprache Säue, fachsprachlich Sauen; niederdeutsche Bezeichnung: Mutte). Das neuhochdeutsche Wort stammt von althochdeutsch sû und ist verwandt mit gleichbedeutend lateinisch sus. Das männliche Schwein wird Eber genannt, Jungtiere nennt man Ferkel. Spanferkel sind Ferkel, die noch am Span, der Zitze saugen (spänen). Bis zum Gewicht von 25 kg sind es Ferkel, zwischen 25 und 50 kg Läufer oder Polk. Zur Zucht ausgewählte Tiere im Alter vom 4. bis zum Ende des 6. Lebensmonats werden Jungschweine genannt. Kastrierte männliche Tiere werden Borg oder Altschneider genannt. Endstufeneber bezeichnet zur Züchtung verwendete männliche Schweine, wenn in einem Zuchtprogramm mehrere Zuchtstufen verwendet werden. Der Endstufeneber ist der Vater des angestrebten Endproduktes. Als Leersau wird eine Muttersau in der Zucht bezeichnet, an der keine Ferkel mehr saugen, die aber noch nicht wieder tragend ist, das heißt, neu besamt oder gedeckt wurde.
In Süd- und Mittelwestdeutschland ist die Wutz ein geläufiges Synonym für Schwein.

## Heranwachsen

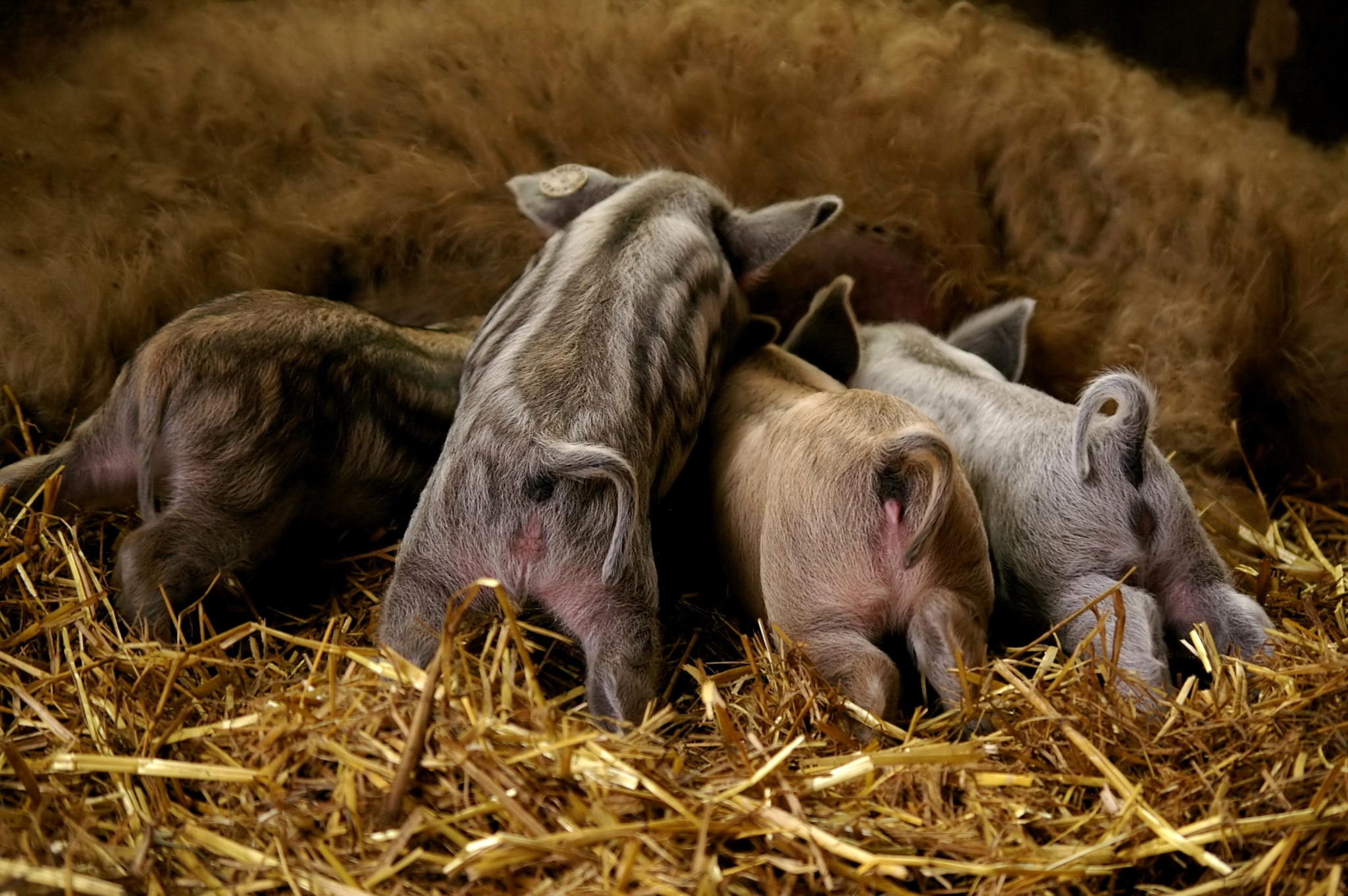
Wollschweinferkel

Bei Schweinen beträgt die Trächtigkeitsdauer etwa 112 bis 114 Tage (drei Monate, drei Wochen, drei Tage); der anschließende Geburtsvorgang wird Ferkeln oder auch Abferkeln genannt.
Bei neugeborenen Ferkeln kann man bei ursprünglichen Rassen noch die Zeichnung erkennen, die bei Frischlingen so typisch ist. Wenn sie etwa sechs Monate alt sind bzw. etwa 100 kg Lebendgewicht haben, sind die Tiere schlachtreif. Schweine können etwa zehn Jahre alt werden.

## Gesundheit
Schweine können nicht schwitzen. Viele Schweinerassen sind stressanfällig und können auch ähnliche Herz- und Kreislaufkrankheiten entwickeln wie der Mensch. Sie werden deshalb auch als Labor- und Versuchstiere gehalten. Physiologisch sind sich Schwein und Mensch sehr ähnlich. Das betrifft nicht nur die ähnlichen Krankheitsausprägungen, sondern z. B. auch die Struktur und Beschaffenheit von Fleisch und Fettgewebe. In der Rechtsmedizin werden beispielsweise Stich- und Schussverletzungen an frisch geschlachteten Schweinen nachgestellt.

## Rassen

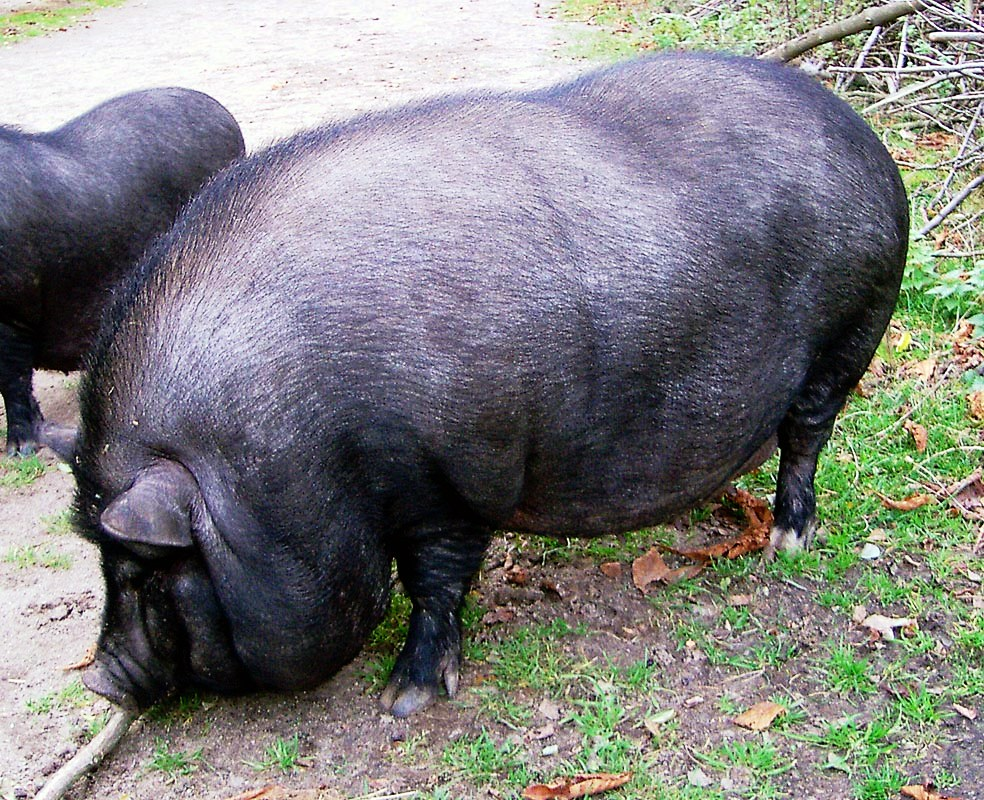
Hängebauchschwein

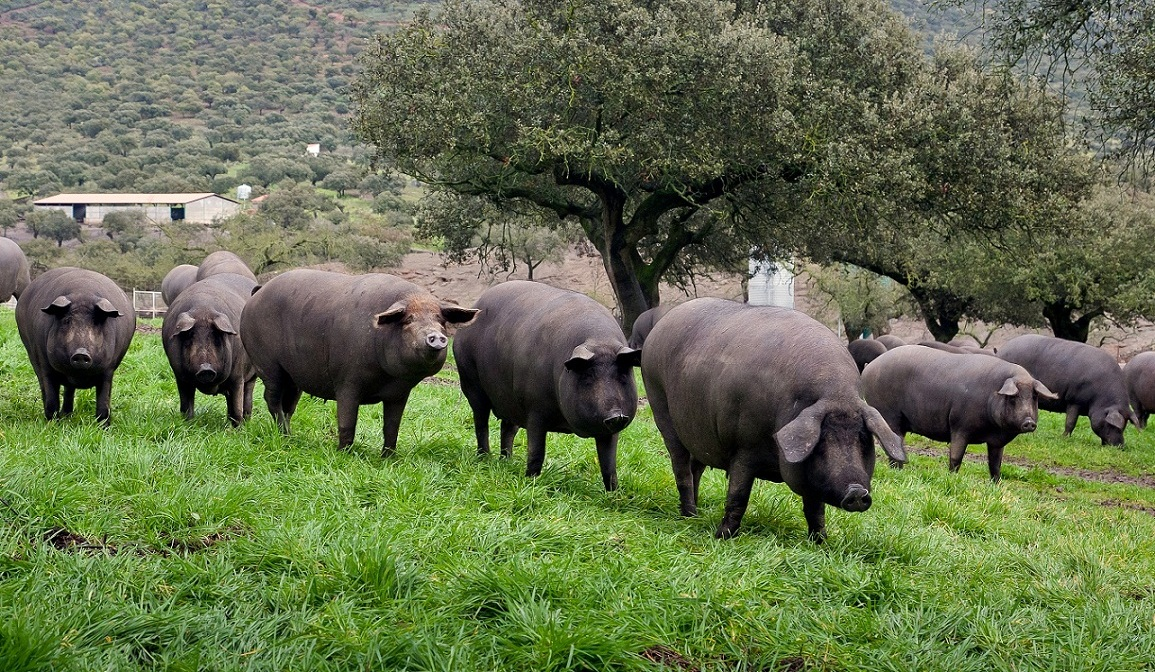
Iberische Schweine

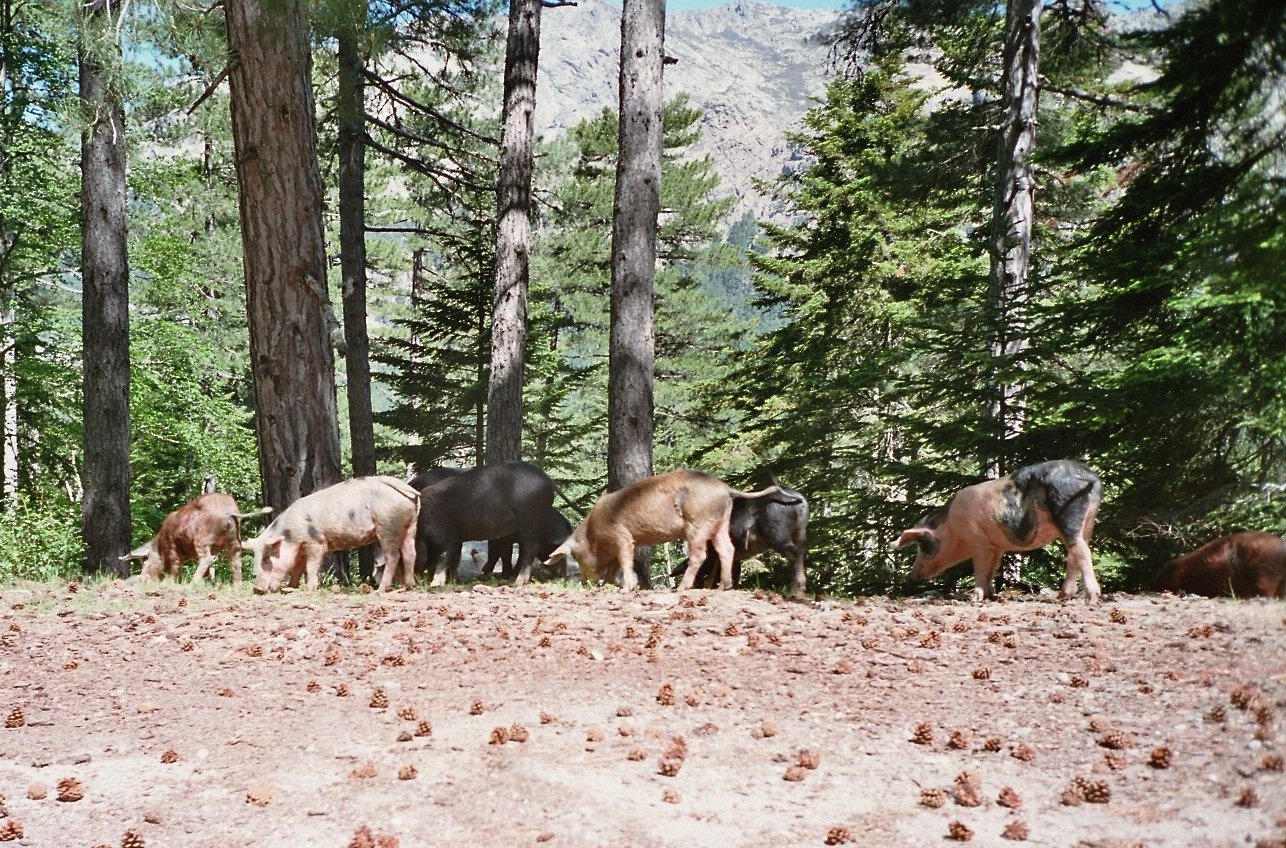
Halbwilde Hausschweine auf Korsika

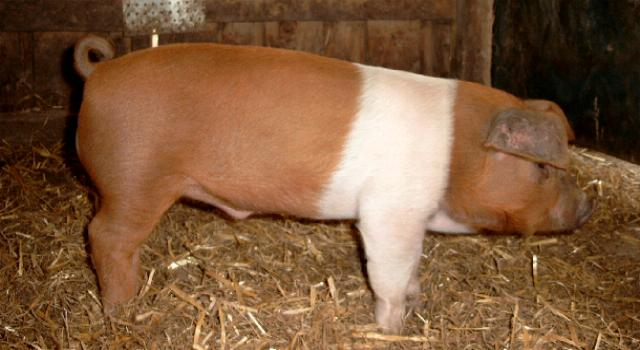
Eberferkel des Rotbunten Husumer Schweines

Heute gibt es eine Vielzahl von Schweinerassen. Sie entstanden alle erst in den letzten zwei Jahrhunderten. Bis dahin sorgte die Praxis der Eichelmast dafür, dass sich Hausschweine immer wieder mit Wildschweinen kreuzten.
In neuester Zeit wurden sehr kleine Schweinerassen, sogenannte Minischweine, auch als Haustiere ohne kommerzielle Endnutzung beliebt. Durch die Intensivierung der Landwirtschaft werden immer weniger Rassen dort genutzt. Die meisten Schweine in den Mastställen sind Gebrauchskreuzungen, die von großen Zuchtunternehmen als sogenannte Hybridschweine vermarktet werden.
Einige der bekannteren Rassen sind:
- Amerikanisches Yorkshire-Schwein
- Angler Sattelschwein
- Bentheimer Landschwein
- Cornwallschwein
- Dänische Landrasse
- Deutsches Edelschwein
- Deutsche Landrasse
- Deutsches Sattelschwein
- Duroc-Schwein
- Hängebauchschwein
- Hampshire-Schwein
- Iberisches Schwein (Cerdo Ibérico)
- Lettisches Weißschwein
- Mangalica-Schwein (Wollschwein)
- Meißner Schwein
- Pietrain
- Rotbuntes Husumer Schwein
- Schwäbisch-Hällisches Landschwein
- Turopolje-Schwein

## Haltungsgeschichte
Molekularbiologische Untersuchungen an Haus- und Wildschweinen zeigten, dass sich während der Jungsteinzeit die Domestikation in vielen Gebieten der Erde unabhängig voneinander vollzog. Die Daten machen deutlich, dass frühe Bauern im Laufe der Zeit sich immer weiter nach Norden und Westen nach Europa ausbreiteten und dabei domestizierte Schweine aus dem Nahen Osten mitbrachten. Der Vergleich von Genomsequenzen aus archäologischen Schweinefunden mit dem Erbgut heutiger Haus- und Wildschweine erbrachte, dass der genetische Fingerabdruck der Schweine aus dem Nahen Osten nach und nach verschwand und die in Europa eingeführten Hausschweine immer stärker mit europäischen Wildschweinen vermischt wurden, so dass genetische Linien aus dem Nahen Osten später nur noch einen Genanteil von rund vier Prozent oder weniger haben.

### Jungsteinzeit
Erste archäologische Nachweise der Domestizierung gibt es aus der Zeit vor 9000 Jahren auf dem Gebiet der heutigen Osttürkei. Zu den ältesten Fundorten von Knochen halbdomestizierter Schweine gehören die neolithischen Siedlungen von Jericho (Palästina), Jarmo (Irak), Çatalhöyük und Hallan Çemi (Türkei) sowie Argissa-Margula (Griechenland). Hallan Çemi ist dabei einer der ältesten auf eine Domestizierung von Schweinen hinweisenden Fundorte. Die Bewohner dieses jungsteinzeitlichen Dorfes aßen überwiegend junge männliche Schweine; im archäologischen Befund nehmen Funde von Schweineknochen sogar zu einem Zeitpunkt zu, als die Bewaldung dieser Region zurückging. Dies wird dahingehend interpretiert, dass Schweine sich dem Menschen weitgehend angeschlossen hatten und in der Nähe der Siedlung nach Nahrung suchten. Die in Hallan Çemi gegessenen Schweine wiesen allerdings noch keine Domestikationsmerkmale auf. Dies kann auf die kurze Zeit zurückzuführen sein, in der Hallan Çemi bewohnt war. Die Siedlung wurde nach rund 400 Jahren aufgegeben.

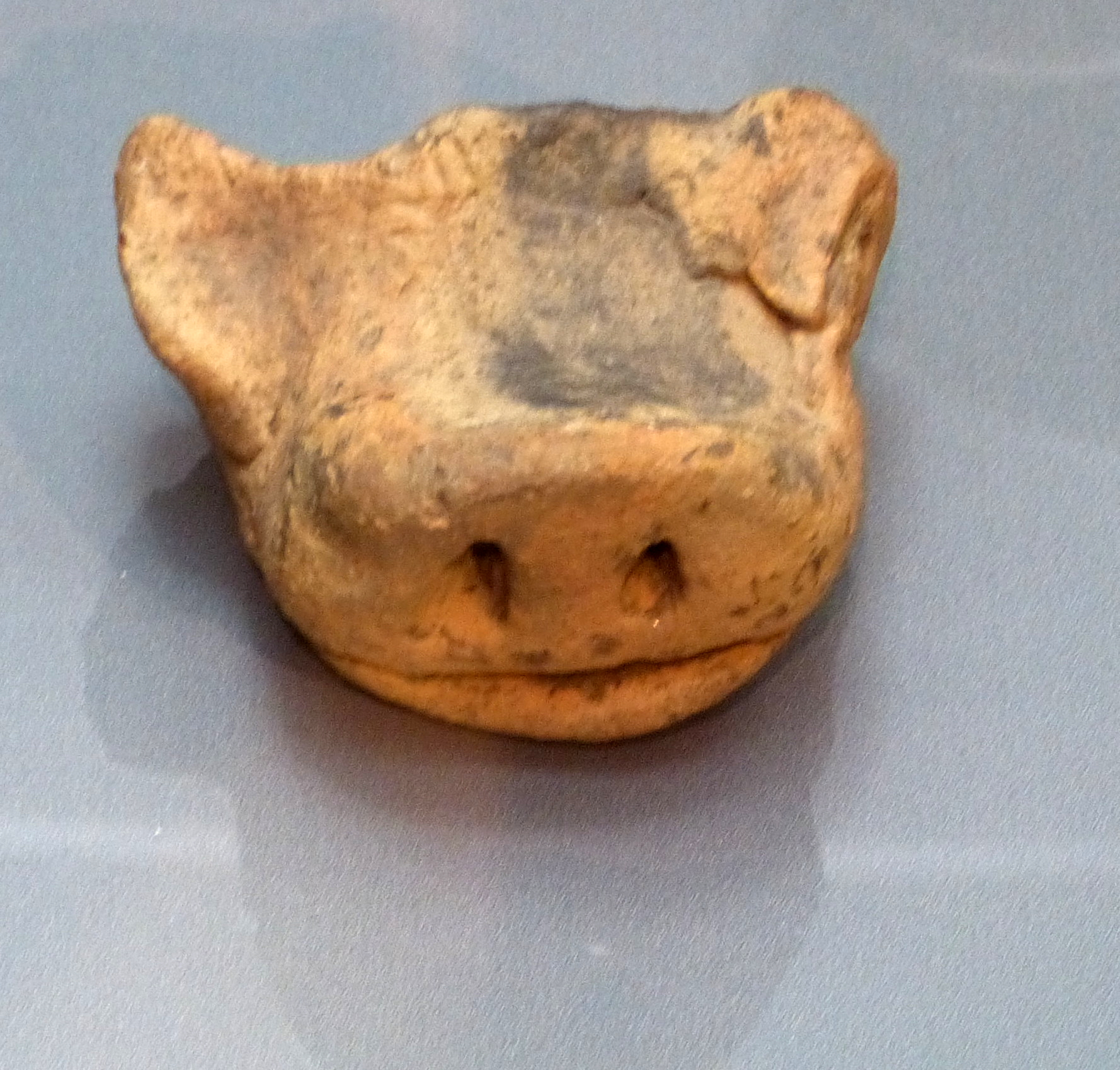
Skulptur eines Schweinekopfes aus der Jungsteinzeit im Museum für Ur- und Frühgeschichte in Thüringen, Weimar

Eine längere Siedlungsgeschichte als Hallan Çemi hat Çayönü. An diesem Siedlungsplatz lässt sich die Entwicklung von den ersten Rundbauten einer frühen Ackerbaugemeinschaft aus dem 10. Jahrtausend zu einer großen Siedlung mit differenzierter Bebauung im 9. und 8. bis zum Anfang des 7. Jahrtausends nachvollziehen. Ähnlich wie in Hallan Çemi aßen die Bewohner von Çayönü überwiegend jüngere Schweine, und über die Jahrhunderte lässt sich bei diesen Schweinen eine Veränderung der Knochenstruktur nachweisen: Die verzehrten Tiere haben kürzere Schnauzen, die Zähne stehen im Gebiss enger zueinander. Die archäologischen Funde weisen hier darauf hin, dass Schweine sich über eine Zeit von 2000 Jahren allmählich zum Hausschwein entwickelten.

### Mesopotamien und Altes Ägypten

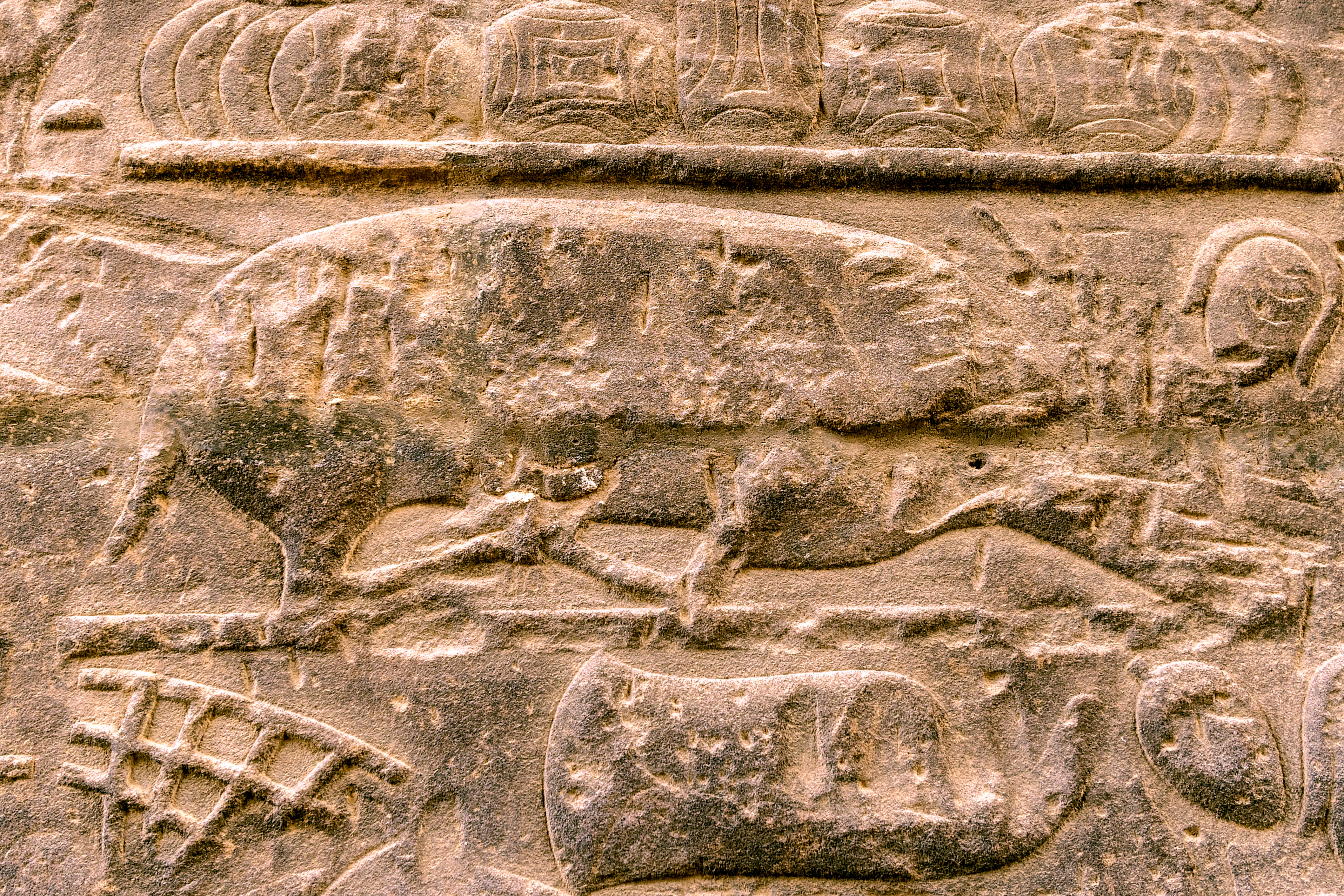
Reliefdarstellung eines Schweins im Tempel von Philae

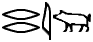
Hieroglyphe für Schwein (rrj)

Bereits im Alten Ägypten und in Mesopotamien zeigt sich eine soziale Differenzierung bei dem Verzehr von Schweinefleisch. Darauf weisen beispielsweise Funde im altägyptischen Dorf Kom el-Hisn hin, das während des Baus der Chephren-Pyramide um 2550 v. Chr. zu Nahrungsmittellieferungen an diese rund 100 Kilometer weiter südliche liegende Baustelle verpflichtet war. Die Einwohner von Kom el-Hisn zogen dafür Rinder auf, aßen selbst aber nur wenig Rindfleisch. Lediglich die Knochen von alten Mutterkühen und kranken Kälbern wurden in den archäologischen Fundstellen dieses Dorfes gefunden. Fleisch, das von den Dorfbewohnern verzehrt wurde, stammte überwiegend von Schweinen. Das Verhältnis gefundener Rinderknochen zu gefundenen Schweineknochen beträgt 1:25, d. h. für jeden gefundenen Rinderknochen werden 25 Schweineknochen gefunden. Man ist heute der Überzeugung, dass in Kom El-Hisn Schweine in Herden gehalten wurden, die ihr Futter in den Marschen des Nildeltas und den Abfällen des Dorfes fanden.
Dass das Dorf Rinder liefern musste, seine Schweine jedoch behalten durfte, liegt an der spezifischen Natur dieses Haustieres. Rinder waren ebenso wie Ziegen und Schafe in der Lage, in der ariden Region auf dem Weg nach Süden ausreichend Nahrung zu finden. Schweine dagegen hätten weder Futter noch den Schatten, auf den sie angewiesen waren, auf dieser Wegstrecke gefunden. Ähnlich zeigen die überlieferten Dokumente der 3. Dynastie von Ur (2114 bis 2004 v. Chr.), dass die zentrale Verwaltung dieses mesopotamischen Reiches zehntausende von Schafen und Kühen von ihren Untertanen einforderte und an Tempel und das Heer weiter verteilte. Schweine dagegen finden keine Erwähnung. Es ist jedoch gesichert, dass Schweine gehalten wurden: Sowohl in Ägypten als auch in Mesopotamien finden sich bis 2000 v. Chr. zahlreiche Belege für eine Schweinezucht, sofern die Dörfer in einer Region liegen, in der ausreichend Regen fiel, um eine Landbewirtschaftung ohne künstliche Bewässerung zu ermöglichen. Funde im Tell Halif, einer archäologischen Fundstelle, die heute im Süden Israels liegt, legen außerdem nahe, dass die Zahl der gehaltenen Schweine in Zeiten schwacher staatlicher Kontrolle anstieg.
Insgesamt ging die Zahl der gehaltenen Schweine ab 2000 v. Chr. jedoch stark zurück: Zunehmende Desertifikation machte es immer schwieriger, Schweine in Herden zu halten. Schweine finden sich noch in ärmeren Gebieten der nun größeren Städte, wo sie sich von den Abfällen der Menschen ernährten; über die Zeit bildete sich ein Ernährungsmuster, bei dem sich der Verzehr von Schweinefleisch auf die untersten Bevölkerungsschichten begrenzte. Schweine galten im Nahen Osten zunehmend als unrein, was sich unter anderem auch darin manifestiert, dass in den Religionen des Nahen Ostens Schweine, anders als Schafe, Ziegen und Rinder, nicht als Tempelopfer in Frage kamen. Die Speisegesetze, wie sie vermutlich im 8. Jahrhundert v. Chr. im 3. und 5. Buch Mose festgelegt wurden und so die Basis der Jüdischen Speisegesetze legten, haben darin ihren Ursprung. Diese Speisegesetze bestimmten wiederum die des Islam (siehe Nahrungstabu).

### Griechen und Römer

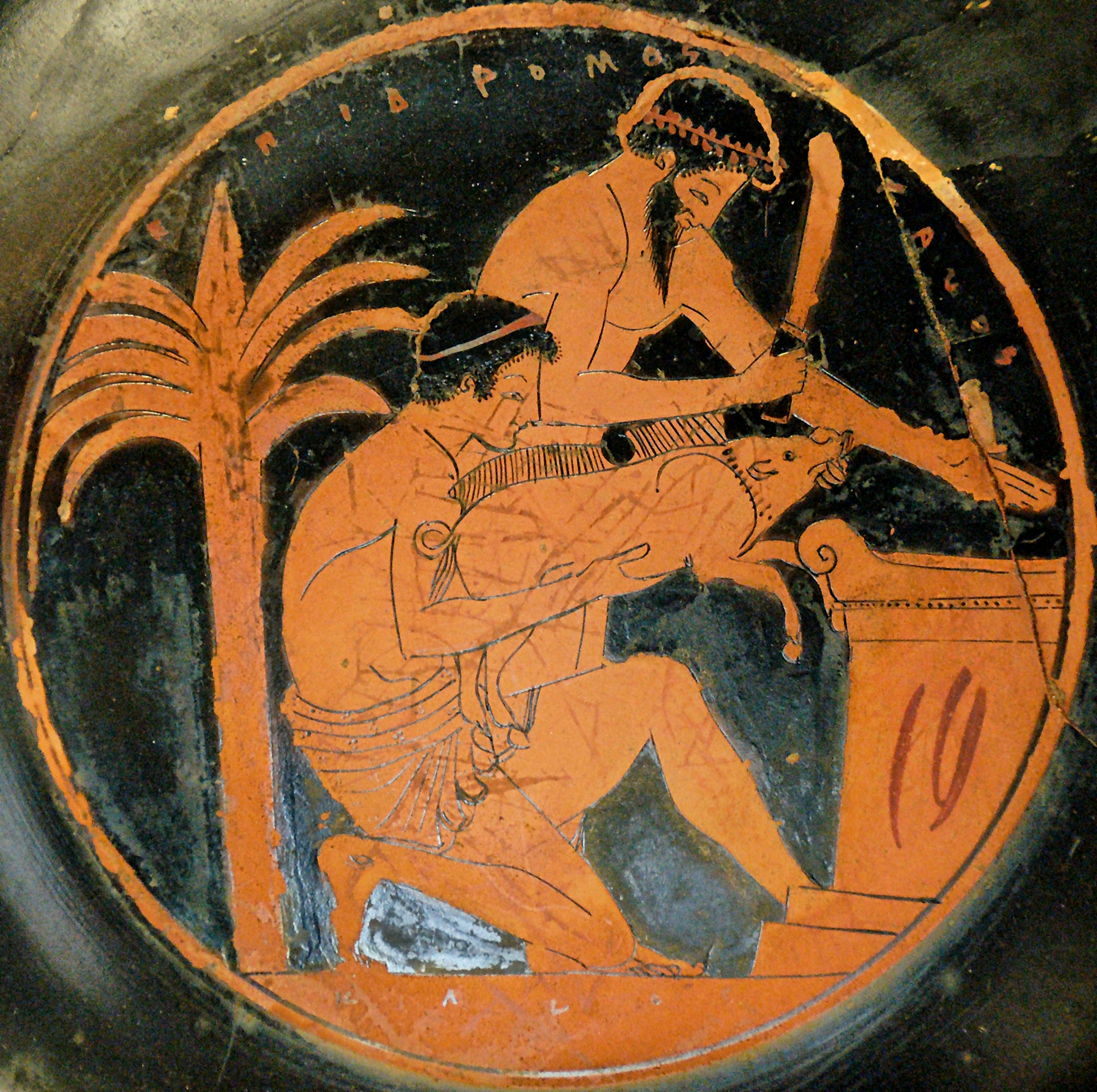
Darstellung eines Schweineopfers (Epidromos-Maler, um 500 v. Chr.)

Sowohl die griechische als auch die römische Kultur der Antike hatten eine Einstellung zum Hausschwein, die sich gänzlich von der des Nahen Ostens unterscheidet. Schweine waren in beiden Kulturen das häufigste Opfertier. In Athen wurden von den Priestern vor jeder öffentlichen Zusammenkunft Frischlinge geopfert, und in Rom waren Schweineopfer bei Abschlüssen von Verträgen, Geburten und Hochzeiten üblich. Zu den Attributen der griechischen Fruchtbarkeitsgöttin Demeter gehört neben Weizenähre, Mohn und Delfin auch das Schwein. Der griechische Held Odysseus ist stolzer Besitzer von Schweineherden und wird bei seiner Rückkehr nach jahrelanger Irrfahrt von dem ihm loyal ergeben gebliebenen Schweinehirten Eumaios empfangen.
Die Bedeutung der Schweinehaltung lässt sich auch an den überkommenen Werken aus der römischen Zeit festmachen. Zu den römischen Agrarschriftstellern, die sich mit Fragen der Schweinehaltung auseinandersetzten, zählen insbesondere der spätrepublikanische Autor Varro sowie Lucius Iunius Moderatus Columella und Plinius der Ältere, die in der frühen Kaiserzeit schrieben. De re coquinaria, das älteste erhaltene Kochbuch aus der Zeit der römischen Antike, bestätigt diese Vorliebe: Gerichte, bei denen Schweinefleisch verwendet wird, sind die häufigsten genannten.
Kaiser Augustus, der erste römische Kaiser, war auch der erste, der kostenlose Lebensmittel in Form von Getreide unter der römischen Bevölkerung verteilen ließ. Kaiser Aurelian erweiterte dies um 270 n. Chr. durch eine Verteilung von kostenlosem Schweinefleisch. Um 450 n. Chr. erhielten rund 140.000 Bürger Roms über die fünf Wintermonate monatlich jeweils fünf Pfund Schweinefleisch. Die römischen Essgewohnheiten beeinflussten die der benachbarten Regionen: Während in Kampanien in republikanischer Zeit vor allem Rindfleisch verzehrt wurde, näherte sich der Schweinefleischkonsum in der Kaiserzeit dem in Rom an. In Hispanien verdoppelte sich nach der römischen Eroberung der Anteil der verzehrten Schweine. In Britannien, Griechenland, Ober- und Niedergermanien nahm die Schweinezucht dagegen keinen vergleichbaren Aufschwung. Nie (wieder) Fuß fassen konnte sie in Syrien und Ägypten. Diejenigen der dort stationierten Soldaten, die aus schweinefleischkonsumierenden Regionen kamen, passten sich in der Regel den örtlichen Vorlieben an.

### Mittelalter

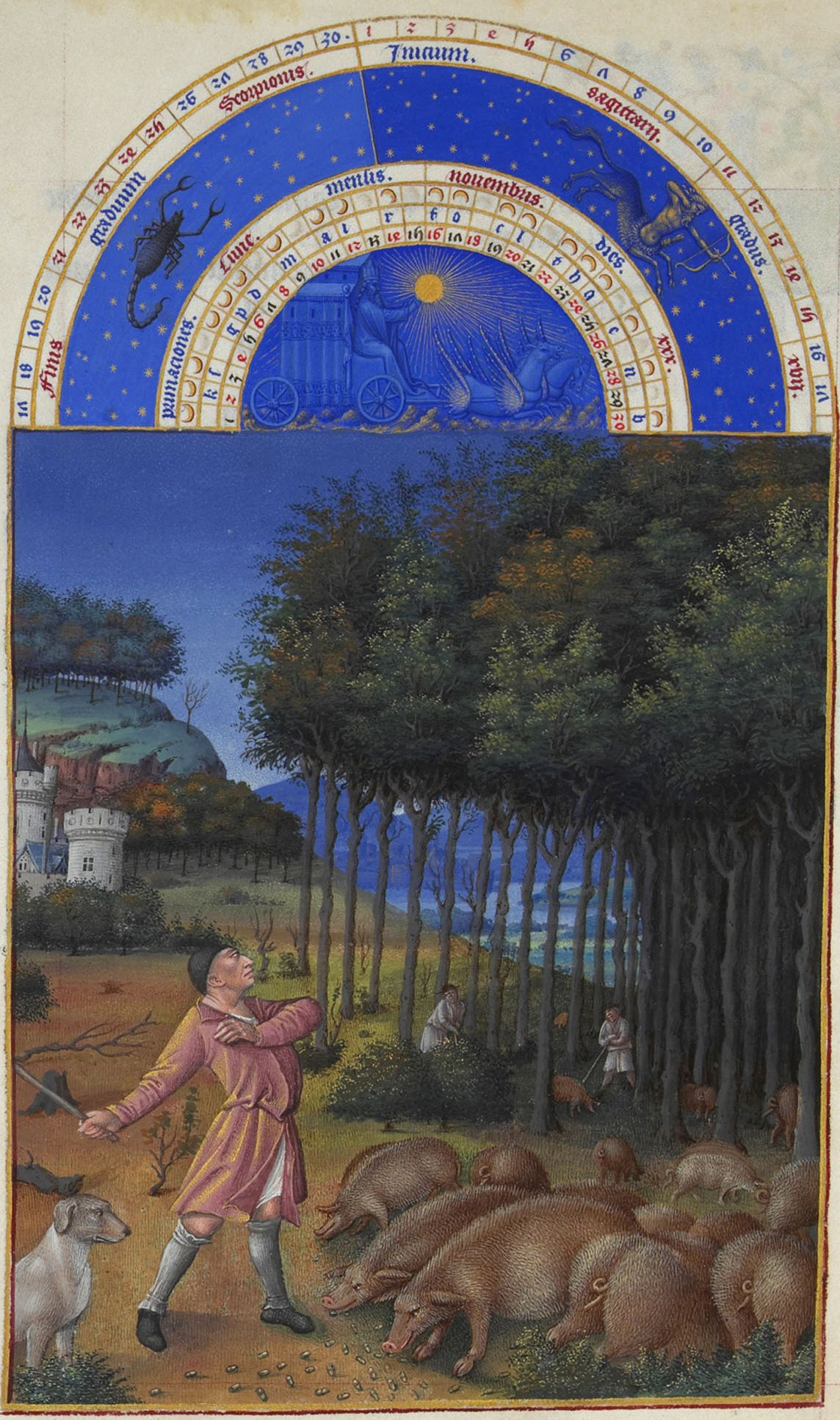
Schweinehirt und Schweineherde während der Eichelmast, Kalenderbild November, Stundenbuch des Herzogs von Berry, 15. Jahrhundert

In der Zeit des Mittelalters, das über ein Jahrtausend vom etwa 5. Jahrhundert bis zum Ende des 15. Jahrhunderts währte, hatte das Schwein in der Ernährung eine sehr unterschiedliche Bedeutung. Es war zeitweilig ein Fleisch, das nur von einer kleinen Oberschicht verzehrt wurde, während sich der Fleischkonsum der unteren Schichten auf Tiere wie Kühe beschränkte, die das Ende ihres produktiven Lebens erreicht hatten, und entwickelte sich dann zunehmend zu einem Nahrungsmittel der Unterschicht.
Hausschweine liefen oft frei in den Städten und Dörfern umher und suchten sich auf den Straßen aus dem Unrat ihr Fressen zusammen. Schlachtzeit für Schweine waren gewöhnlich die Monate November und Dezember, und das Fleisch wurde durch Pökeln, Dörren und Räuchern haltbar gemacht. Dieses Fleisch musste bis mindestens Ostern reichen; der Speck wurde noch im nächsten Sommer verwendet. Als Schrotschwein bezeichnete man das Schwein mit geringem Speckanteil.

### Schweinetrieb
Kühe, Schafe und Ziegen werden seit Jahrtausenden über lange Distanzen getrieben, weil sie einen natürlich entwickelten Herdentrieb haben, der dies ermöglicht. Sie benötigen außerdem nur Weide und Wasser, um während dieses Viehtriebs Nahrung zu finden. Der Trieb von Schweinen über lange Strecken ist anspruchsvoller, weil die Tiere Schatten benötigen und weniger einfach in Herden zusammengehalten werden können. Der Schweinetrieb ist entsprechend historisch seltener.
In Mesopotamien und im Alten Ägypten war die Schwierigkeit, eine Herde von Schweinen über arides Land zu treiben, einer der Gründe, warum Schweine in der zentral gesteuerten Lebensmittelverteilung keine Rolle spielten. Es gibt trotzdem über die Jahrtausende Belege für Schweinetriebe über hunderte Kilometer. Im römischen Reich dagegen war man darauf angewiesen, dass Schweineherden über lange Distanzen getrieben wurden, um Rom mit Schweinefleisch zu versorgen. Die Schweine kamen aus den bewaldeten Regionen Kampaniens, Samniums und Lucianas. Die Schweine verloren während des Triebes erheblich an Gewicht, so dass zusätzliche Mittel bereitgestellt werden mussten, um diesen Gewichtsverlust auszugleichen.
In der Neuzeit hatte der Schweinetrieb vor allem in den jungen Vereinigten Staaten eine große Bedeutung. Der Historiker Essig schätzt ihn als nicht weniger bedeutend ein als den Rindertrieb von Texas nach Kansas. Bei diesem Viehtrieb wurden zwar jährlich bis zu 600.000 Rinder langsam nach Norden getrieben, das aber hatte eine Bedeutung nur über einen Zeitraum von 15 Jahren. Die Einführung des Stacheldrahts führte innerhalb sehr kurzer Zeit dazu, dass er nicht mehr wirtschaftlich möglich war. Beim Schweinetrieb in den Vereinigten Staaten wurden dagegen in Hochzeiten mehrere hunderttausend Schweine nach Südosten getrieben, und einige der Routen bestanden über fast ein Jahrhundert.

## Sauberkeit und Intelligenz

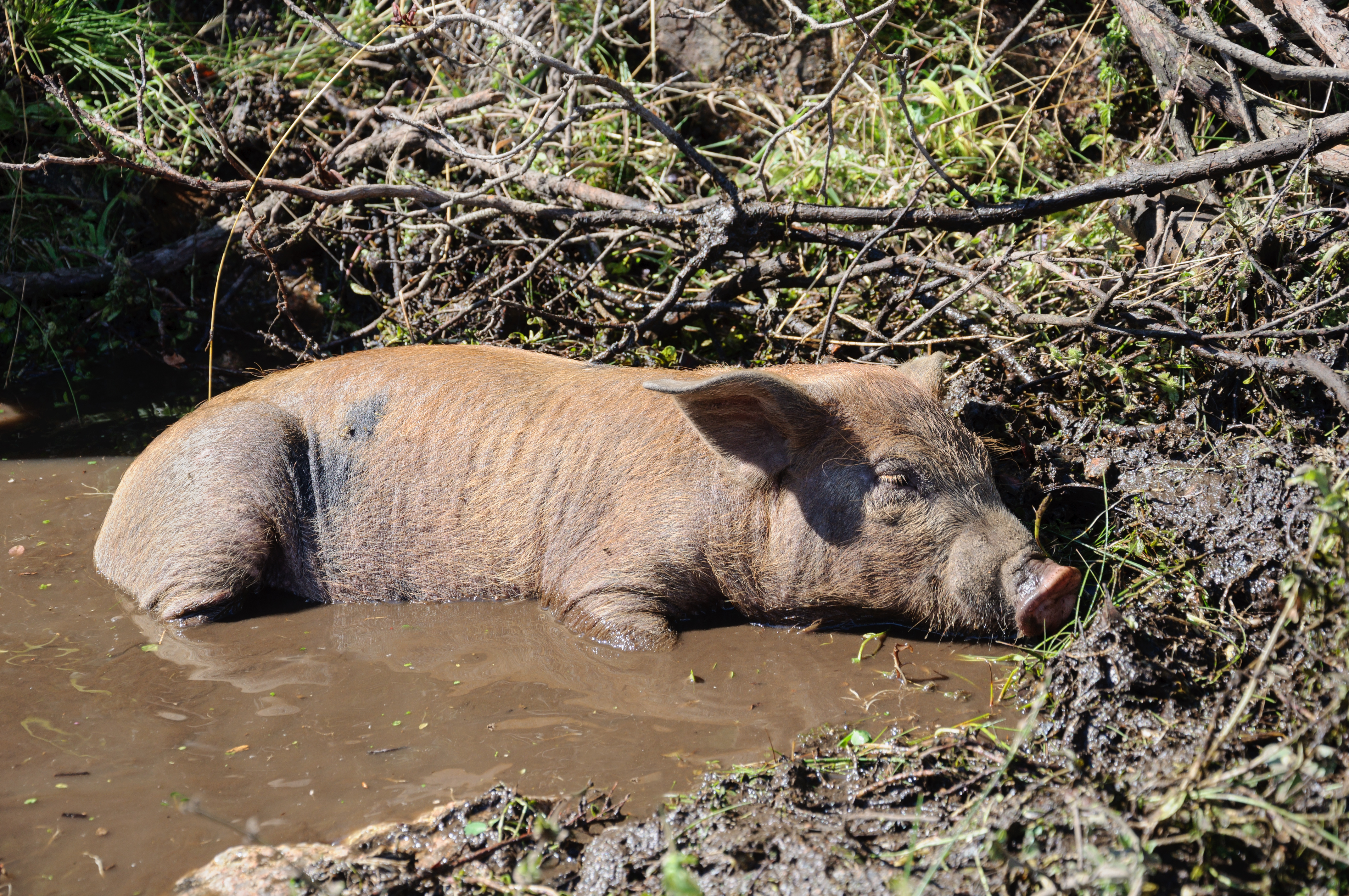
Hausschwein in einer Suhle. Schweine senken so bei hohen Temperaturen ihre Körpertemperatur

Schweine gelten eher als dreckig. Untersuchungen zeigen jedoch, dass Schweine, die in ausreichend weitläufigen Ställen gehalten werden, generell eine Ecke als Kotecke nutzen. Ihr Suhlen in feuchtem Schlamm ist eine angeborene Verhaltensweise, die der Reinigung dient, bei hohen Temperaturen ihre Körpertemperatur senkt und sie vor Sonnenbrand schützt. Schweine haben keine Schweißdrüsen.
Untersuchungen zu kognitiven Fähigkeiten von Schweinen an der Pennsylvania State University haben ergeben, dass Schweine mit einem Joystick im Maul an einem Monitor Erkennungsaufgaben sehr gut lösen können. Man geht davon aus, dass ihre kognitiven Fähigkeiten durchaus mit denen mancher Primaten vergleichbar sind.
Es gibt wiederholt Berichte über Schweine, die vergleichsweise hohe Intelligenz zeigen.

## Das Schwein in Religion und Mythologie

### Negative Besetzung
Sowohl im jüdischen als auch im islamischen Speisegesetz gilt Schweinefleisch als unrein und darf nicht verzehrt werden. Als Ursprung dieser Speisegesetze gilt die in Mesopotamien und im Alten Ägypten entstandene Einordnung des Schweines als unreines Tier, die etwa im 8. Jahrhundert v. Chr. im 3. und 5. Buch Mose kodifiziert wurde und darüber auch die Speisegesetze des Islams prägte. Die Theorie, dass die Trichinellose der ausschlaggebende Grund für das Verbot des Schweinefleischverzehrs war, gilt heute einhellig als überholt. Sie kam nach 1859 auf, als Wissenschaftler den Zusammenhang zwischen Trichinella spiralis und rohem oder nicht durchgekochtem Schweinefleisch bewiesen. Es ist nicht gesichert, dass dieser Parasit im antiken Palästina überhaupt existierte, und wegen der langen Dauer zwischen dem Verzehr von infiziertem Schweinefleisch und einer Erkrankung gilt es als weitgehend ausgeschlossen, dass dieser Schluss gezogen wurde und zu dem Verbot führte.
Die Speisegesetze haben zur Folge, dass für etwa ein Viertel der Weltbevölkerung der Verzehr von Schweinefleisch zumindest religiös untersagt ist. In vielen islamischen Staaten ist der Import oder Konsum auch rechtlich verboten bzw. stark eingeschränkt. Für das Judentum entwickelten sich die Speisegesetze zu einem identitätsstiftenden Merkmal. Das Judentum hatte seit 70 n. Chr. kein religiöses Zentrum und keinen eigenen Staat mehr. Die Rabbinen schufen allein mit der Halacha, dem Religionsgesetz, die Voraussetzung dafür, dass sich Juden, egal in welchem Land sie lebten, egal welche Sprache ihre Muttersprache war, als ein zusammengehöriges „Volk“ verstehen konnten.
Das jüdische Schweinefleisch-Verbot ist im Alten Testament der Bibel enthalten. Die meisten christlichen Kirchen betrachten es jedoch wegen Röm 14,3ff  nicht als verbindlich. Paulus schreibt dort: „Wer Fleisch isst, tut es zur Ehre des Herrn; denn er dankt Gott dabei. Wer kein Fleisch isst, unterlässt es zur Ehre des Herrn, und auch er dankt Gott. [...] Auf Jesus, unseren Herrn, gründet sich meine feste Überzeugung, dass an sich nichts unrein ist; unrein ist es nur für den, der es als unrein betrachtet.“ Zu den Ausnahmen zählt unter anderem die äthiopisch-orthodoxe Kirche. Für Hindus gilt es mit Ausnahme der unteren Kasten.

### Positive Besetzung
Bereits für die germanischen Völker war insbesondere der Eber ein heiliges Tier. Der Wagen des Gottes Freyr wird vom Eber Gullinborsti gezogen. Das Schwein ist ein Zeichen für Wohlstand und Reichtum, da es als Symbol der Fruchtbarkeit und Stärke gilt. Als Glücksbringer hat es sich in Deutschland bis heute gehalten. „Schwein haben“ ist eine Redensart und bedeutet „Glück haben“.
In der chinesischen Astrologie ist das Schwein ein Erdzweigsymbol. Ihm zu Ehren wurde unter anderem das Saha-Chat-Denkmal in Bangkok, Thailand, errichtet.

## Anzahl der gehaltenen Schweine
| Land                   | Anzahl Schweine (in Mio.) |
| ---------------------- | ------------------------- |
| Deutschland            | 27,403                    |
| Spanien                | 25,635                    |
| Frankreich             | 13,967                    |
| Polen                  | 13,506                    |
| Dänemark               | 12,348                    |
| Niederlande            | 12,103                    |
| Italien                | 09,351                    |
| Belgien                | 06,328                    |
| Rumänien               | 05,364                    |
| Vereinigtes Königreich | 04,326                    |
| Ungarn                 | 03,025                    |
| Österreich             | 03,005                    |
| Europäische Union (27) | 148,545                   |

| Gebiet/Land         | Anzahl Schweine (in Mio.) |
| ------------------- | ------------------------- |
| Volksrepublik China | 465                       |
| Vietnam             | 027                       |
| Philippinen         | 012,3                     |
| Asien               | 578                       |
| Russland            | 017                       |
| Europa              | 188                       |
| Vereinigte Staaten  | 066                       |
| Brasilien           | 039                       |
| Mexiko              | 015,5                     |
| Kanada              | 012,8                     |
| Amerika             | 167                       |
| Afrika              | 031                       |
| Welt                | 969                       |

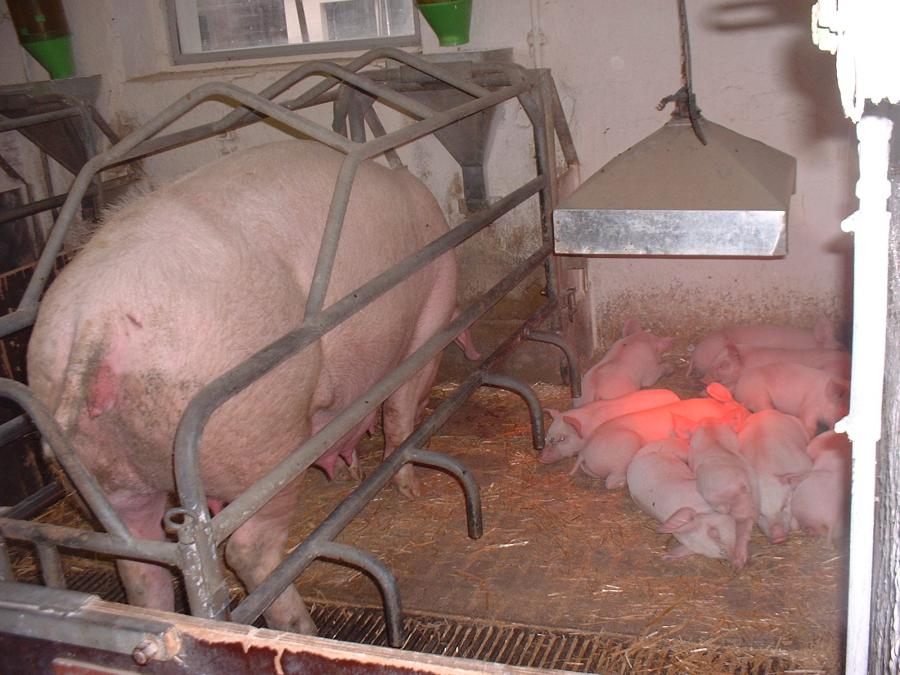
Sau in Kastenstand mit Ferkeln in der Intensivtierhaltung

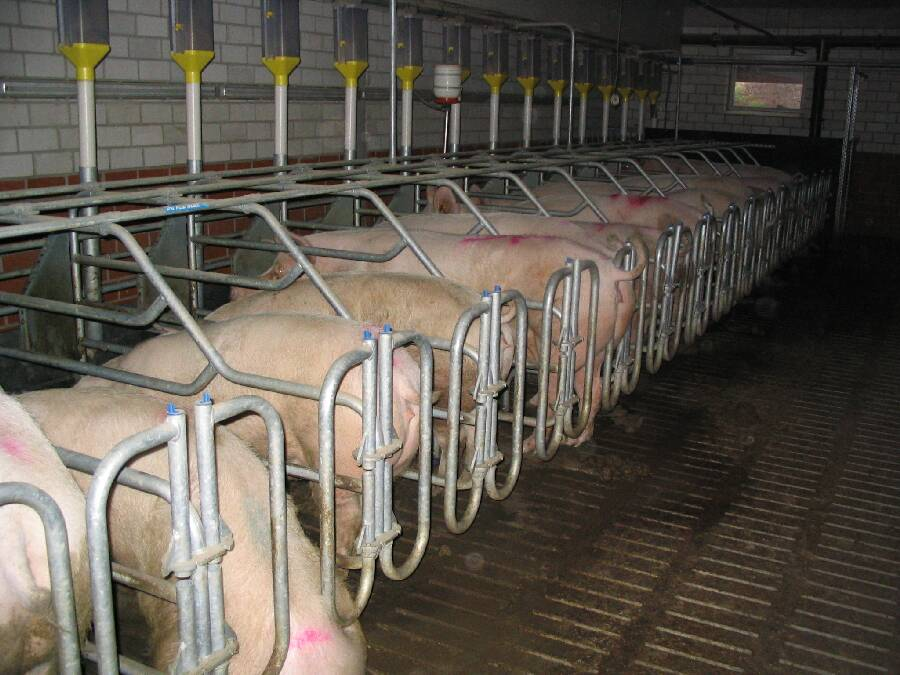
Kastenstände mit Sauen in der Intensivtierhaltung

Die Zahl der Schweine in Deutschland betrug 2020 nahezu unverändert ca. 26 Millionen.